# Miller County (Arkansas)
Das Miller County ist ein County im US-Bundesstaat Arkansas. Der Verwaltungssitz (County Seat) ist Texarkana.

## Geographie
Das County liegt im äußersten Südwesten von Arkansas, grenzt im Süden an Louisiana, im Westen an Texas und hat eine Fläche von 1.651 Quadratkilometern, wovon 35 Quadratkilometer Wasserfläche sind. Es grenzt an folgende Countys und Parishes:
|                      | Little River County      | Hempstead County           |
| Bowie County (Texas) |                          | Lafayette County           |
| Cass County (Texas)  | Caddo Parish (Louisiana) | Bossier Parish (Louisiana) |

## Geschichte

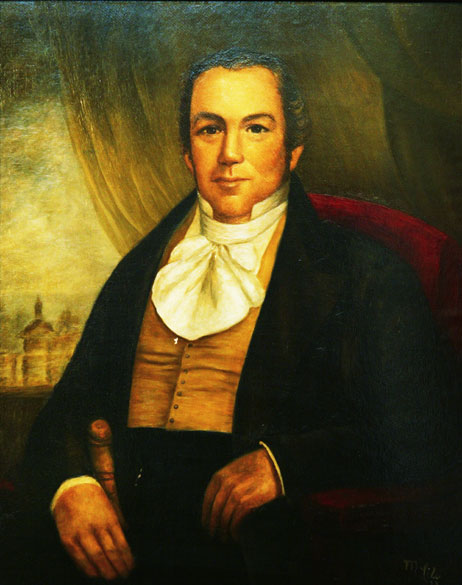
J. Miller

Das Miller County wurde erstmals am 1. April 1820 gebildet und 1838 wieder aufgelöst. 1820 beinhaltete das County im Wesentlichen das heutige Gebiet, zuzüglich weiterer Gebiete in Texas. Der erste County Seat war im John Hall House in der Siedlung Gilliland.
Der Erhalt des Countys war zu dieser Zeit nicht durchführbar, da Mexiko den größten Teil von Osttexas beherrschte und Texas seine Unabhängigkeit von Mexiko erst 1836, nach dem Texanischen Unabhängigkeitskrieg, erklärte und die Republik Texas ausrief. Diese Republik wurde von der mexikanischen Regierung nie anerkannt. Erst im Mexikanisch - Amerikanischen Krieg (1846–1848) wurde die „texanische Frage“ gelöst.
Am 22. Dezember 1874 wurde das Miller County erneut aus Teilen des Lafayette County gebildet. Benannt wurde es jeweils nach James Miller (1776–1851), dem ersten Gouverneur des Arkansas-Territoriums (1819–1825).

## Demografische Daten
Nach der Volkszählung im Jahr 2010 lebten im Miller County 43.462 Menschen in 16.600 Haushalten. Die Bevölkerungsdichte betrug 26,9 Einwohner pro Quadratkilometer.
Ethnisch betrachtet setzte sich die Bevölkerung zusammen aus 71,6 Prozent Weißen, 24,5 Prozent Afroamerikanern, 0,7 Prozent amerikanischen Ureinwohnern, 0,5 Prozent Asiaten sowie aus anderen ethnischen Gruppen; 1,7 Prozent stammten von zwei oder mehr Ethnien ab. Unabhängig von der ethnischen Zugehörigkeit waren 2,4 Prozent der Bevölkerung spanischer oder lateinamerikanischer Abstammung.
In den 16.600 Haushalten lebten statistisch je 2,51 Personen.
23,9 Prozent der Bevölkerung waren unter 18 Jahre alt, 61,8 Prozent waren zwischen 18 und 64 und 14,3 Prozent waren 65 Jahre oder älter. 51,2 Prozent der Bevölkerung war weiblich.
Das jährliche Durchschnittseinkommen eines Haushalts lag bei 38.855 USD. Das Prokopfeinkommen betrug 19.445 USD. 19,0 Prozent der Einwohner lebten unterhalb der Armutsgrenze.

## Kultur und Sehenswürdigkeiten

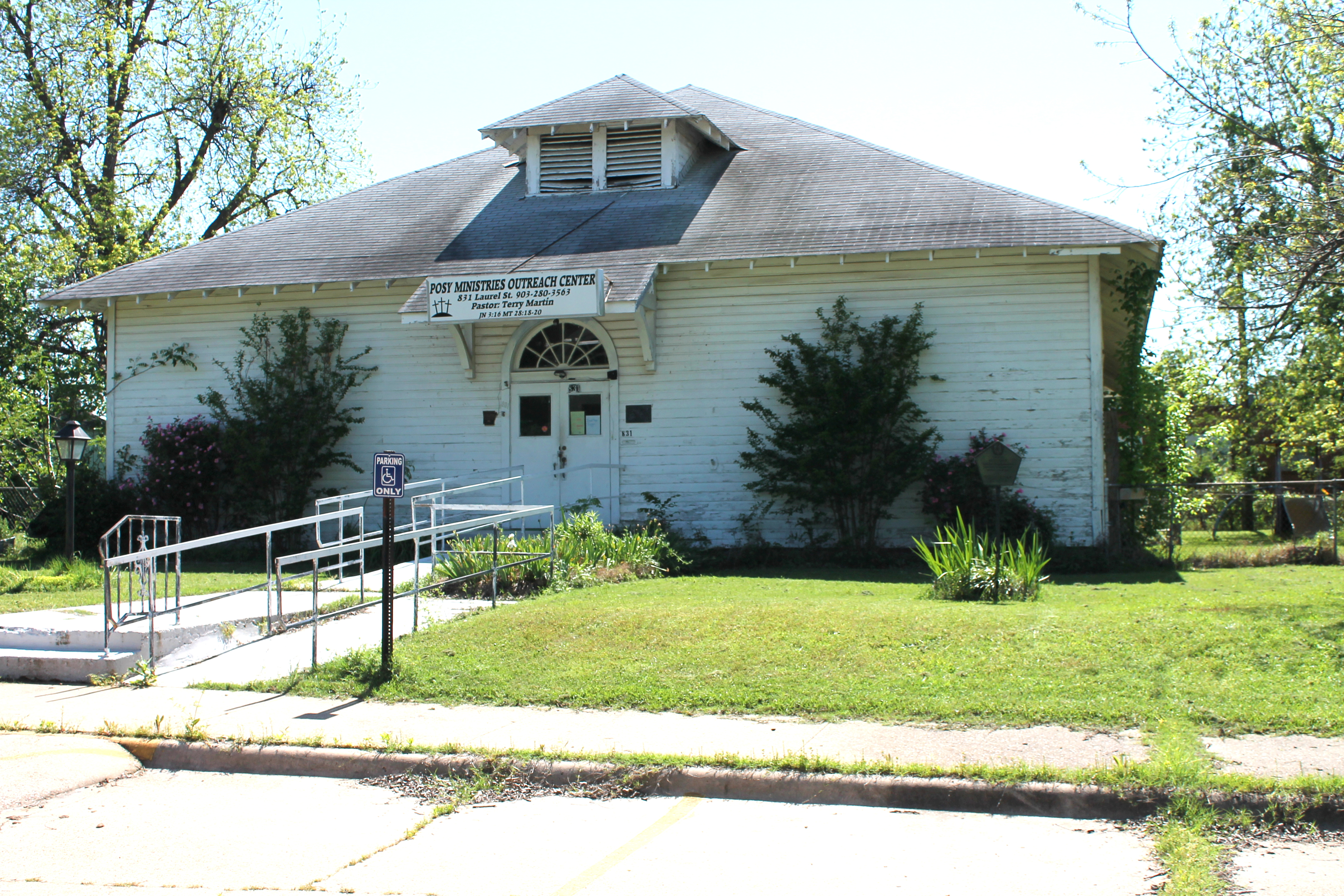
Orr School (2015). Dieses um 1880 errichtete Schulgebäude wurde im Juli 1976 als erstes Objekt des County im NRHP eingetragen.

34 Bauwerke, Stätten und historische Bezirke (Historic Districts) des Countys sind im National Register of Historic Places („Nationales Verzeichnis historischer Orte“; NRHP) eingetragen (Stand 27. Mai 2022), darunter das Gerichts- und Verwaltungsgebäude des County, mehrere Straßenabschnitte und zwei Schulen.

## Orte im Miller County
| City - Texarkana | Towns - Fouke - Garland | Unincorporated Communitys - Doddridge - Genoa - Mandeville |

weitere Orte
- Artex
- Beck
- Black Diamond
- Boggy
- Boyd
- Brightstar
- Capps City
- Clipper
- Dooley
- Ferguson Crossroads
- Fort Lynn
- Gertrude
- Hammons
- Hervey
- Homan
- Index
- Jonesville
- Kiblah
- Mayton
- McKinney
- Mount Pleasant
- Paup
- Ravanna
- Rocky Mound
- Rondo
- Smithville

Townships
- Beech Township
- Cleveland Township
- Cut Off Township
- Days Creek Township
- Garland Township
- Homan Township
- Red River Township
- Sulphur Township